# Ebenezer Elliott
Ebenezer Elliott (17. březen 1781 – 1. prosinec 1849) byl anglický básník známý vedením boje za zrušení obilných zákonů, které způsobovaly utrpení a hlad mezi chudými. Ačkoli byl sám majitel továrny, díky své cílevědomé oddanosti k blahobytu pracujícím třídám byl velmi oblíben ještě dlouho poté, co se jeho poezie přestala číst.

## Život
Elliott se narodil v New Foundry, v Masbrough Yorkshire. Jeho otec (známý jako "ďábel Elliott", díky jeho ohnivým kázáním) byl extrémní kalvinista a silný radikál, zaměstnán v obchodě se železem. Jeho matka trpěla špatným zdravotním stavem a mladý Ebenezer, ačkoli byl jedním z jedenácti dětí, z nichž osm dosáhlo dospělosti, měl osamělé a poněkud morbidní dětství. Ve věku šesti let se nakazil neštovicemi, které ho znetvořily a na šest týdnů dokonce oslepily. Jeho zdravotní stav byl trvale ovlivněn a on trpěl depresí po celý život. Nejprve studoval na dívčí škole, poté navštěvoval školu v Rotherhamu. Obecně byl však považován za hlupáka. Nenáviděl školu a častokrát do ní nechodil a svůj čas trávil poznáváním přírody v okolí Rotherhamu, pozorováním rostlin a místní divoké zvěře. Ve svém volnu studoval botaniku, nasbírané rostliny a květiny. Když mu bylo šestnáct, byl poslán pracovat do slévárny svého otce, kde pracoval příštích sedm let bez mzdy nad rámec malého kapesného.

## Dílo

### Básně
- Náhrobní nápis básníkův
- Strom na Rivelinu